# Bem Pior Que Eu
"Bem Pior Que Eu" é uma canção da cantora e compositora brasileira Marília Mendonça, lançada como o segundo single do álbum Todos os Cantos (2019) em 7 de setembro de 2018 pela gravadora Som Livre.

## Composição
Assim como todas as canções de Todos os Cantos (2019), "Bem Pior Que Eu" não é uma canção autoral. Apesar disso, a faixa foi escrita pelos mesmos compositores de outra canção já gravada por Marília, "Transplante. A música aborda a perspectiva de uma mulher amante que coloca o parceiro em uma situação de questionamento sobre o status da relação.

## Gravação
A canção foi gravada em 30 de agosto de 2018 no Centro de Goiânia, na Praça Cívica, onde estão localizados alguns dos principais cartões postais da metrópole, como o Monumento às Três Raças.

## Lançamento e recepção
"Bem Pior Que Eu" foi lançada como single em 7 de setembro de 2018 simultaneamente com sua versão em videoclipe, e foi um sucesso comercial imediato. O vídeo da canção alcançou mais de 75 milhões de visualizações em um mês. Em 2020, o single recebeu disco de diamante triplo, maior certificação existente da Pro-Música Brasil.

## Certificações e vendas
| Região                                                        | Certificação | Unidades/vendas |
| ------------------------------------------------------------- | ------------ | --------------- |
| Brasil (PMB)                                                  | 6× Diamante  | - 1.800.000‡    |
| ‡vendas+valores de streaming baseados somente na certificação |              |                 |